# Wybory parlamentarne w Bahrajnie w 2010 roku
Wybory parlamentarne w Bahrajnie w 2010 roku – wybory do Izby Deputowanych, niższej izby parlamentu, przeprowadzone 23 i 30 października 2010. W pierwszej turze głosowania najwięcej mandatów zdobyło opozycyjne szyickie stowarzyszenie Al-Wifaq. Druga tura wyborów odbyła się 30 października 2010. Ogółem większość głosów zdobyli sunniccy deputowani. 

## Organizacja wyborów
W 2002 w Bahrajnie weszła w życie nowa konstytucja wprowadzająca w kraju monarchię konstytucyjną. W październiku 2002 odbyły się wybory parlamentarne. Zgodnie z konstytucją parlament Bahrajnu (Zgromadzenie Narodowe) składa się izby wyższej, Rady Szury, której wszystkich 40 członków mianuje król oraz izby niższej, Izby Deputowanych, liczącej również 40 członków, wybieranych w głosowaniu powszechnym na 4-letnią kadencję według zasad ordynacji większościowej. W przypadku nieuzyskania przez kandydata co najmniej 50% głosów w okręgu odbywa się druga tura głosowania. Rada Szury posiada prawo weta wobec aktów prawnych uchwalonych przez Izbę Deputowanych. Izba Deputowanych nie bierze również udziału powoływaniu ministrów i rządu, którego członków mianuje monarcha. Premierem Bahrajnu nieprzerwanie od 1971 jest członek rodziny królewskiej, Chalifa ibn Salman Al-Chalifa. 
O mandat deputowanego mogli ubiegać się wszyscy piśmienni obywatele narodowości bahrajńskiej mający co najmniej 30 lat, nieskazani wyrokiem sądu. Zarejestrowanych zostało 127 kandydatów, w tym 8 kobiet. Do udziału w głosowaniu uprawnionych było ok. 300 tys. obywateli w wieku co najmniej 20 lat, spośród około miliona mieszkańców (połowę mieszkańców stanowią zagraniczni emigranci bez praw wyborczych). 
W sierpniu 2010 król Hamad ibn Isa Al Chalifa wyznaczył datę wyborów na 23 października 2010. 

## Sytuacja przed wyborami
Bahrajn zamieszkiwany jest przez szyitów oraz sunnitów. Choć pierwsi z nich stanowią większość (66% społeczności), to sunnici pełnią dominującą rolę w administracji i kręgach władzy. Wyznania sunnickiego jest także rodzina królewska al-Chalifa. Z tego względu szyici uskarżają się na dyskryminację ze strony rządzących oraz określają siebie jako obywateli "drugiej kategorii". To m.in. z powodu organizowanych przez nich protestów, w 2001 opracowana została konstytucja Bahrajnu wprowadzająca wybory bezpośrednie. 
W sierpniu 2010 w Bahrajnie doszło do nowej fali wystąpień ugrupowań szyickich zarzucających władzom dyskryminację w życiu publicznym. W odpowiedzi aresztowanych zostało 23 aktywistów, którzy oskarżeni zostali o spiskowanie i próbę obalenia rządu z pomocą zagranicznych sił. Przed wyborami władze zawiesiły wydawanie czterech opozycyjnych biuletynów wyborczych, argumentując to naruszeniem prawa wyborczego. Według Amnesty International w miesiącach poprzedzających wybory zatrzymanych zostało w sumie około 250 szyickich działaczy opozycyjnych. Władze oświadczyły, że aresztowania nie były powiązane z wyborami.
Wybory nie były monitorowane przez zagranicznych obserwatorów, ich przebieg mogli relacjonować tylko zagraniczni dziennikarze. Monitorowało je 292 krajowych obserwatorów, jednak część niezależnych organizacji (m.in. Bahrajńskie Stowarzyszenie Praw Człowieka) nie została dopuszczona do obserwacji procesu wyborczego.
Opozycja szyicka zarzuciła także władzom manipulację okręgami wyborczymi, tzw. gerrymandering. Oskarżyła je o wyznaczenie granic okręgów w taki sposób, by rozproszyć ich głosy na wiele okręgów, doprowadzając w rezultacie do osłabienia ich siły głosu. Sprzeciwiła się również zagwarantowaniu sunnitom z zagranicy prawa do głosowania. Z powodu wielu zastrzeżeń i przekonaniu o fałszowaniu procesu wyborczego z wyborów wycofała się część ugrupowań szyickich, w tym jedne z największych z nich, Haq (Ruch na rzecz Wolności i Demokracji).

## Uczestnicy wyborów
Zgodnie z prawem w Bahrajnie zakazana jest działalność partii politycznych. Z tego względu ugrupowania biorące udział w wyborach występują jako "stowarzyszenia". Głównymi siłami politycznymi uczestniczącymi w wyborach były trzy stowarzyszenia: szyickie Al-Wifaq (Islamskie Stowarzyszenie Zgody Narodowej) oraz sunnickie Al-Asalach oraz Al-Minbar.
Al-Wifaq, które zdobyło najwięcej mandatów (17) w poprzednich wyborach w 2006 występowało przeciw dyskryminacji ze względu wyznanie lub pochodzenie etniczne, opowiadając się za prawdziwą wielopartyjną demokracją. Domagało się również udziału parlamentu w nominacji członków rządu. Al-Asalach (6 mandatów w poprzednim parlamencie), będące wyrazicielem salafickiej wersji islamu, reprezentowało poglądy bardziej konserwatywne i tradycjonalistyczne. Niechętnie odnosiło się do zmian w życiu politycznym i społecznym kraju, uczestnictwa kobiet w wyborach oraz opowiadało się za wprowadzeniem prawa szariatu. Al-Minbar (7 mandatów) powiązane było z konserwatywnym Bractwem Muzułmańskim i także opowiadało się za ustanowieniem w ramach monarchii prawa szariatu. 

## Głosowanie i wyniki
Według oficjalnych wyników, w pierwszej turze głosowania 18 spośród 40 mandatów zdobyło szyickie stowarzyszenie Al-Wifaq. 9 mandatów nie zostało obsadzonych i stało się przedmiotem rywalizacji w drugiej turze głosowania 30 października 2010. Minister sprawiedliwości i jednocześnie przewodniczący komisji wyborczej ogłosił, że frekwencja wyborcza wyniosła co najmniej 67%. Stwierdził, że odnotowanych zostało kilka drobnych nieprawidłowości, jednak ogółem uznał wybory za uczciwe i demokratyczne. 
Opozycyjne stowarzyszenie Al-Wifaq oskarżyło władze o uniemożliwienie oddania głosu tysiącu jego zwolennikom, szyitom z północnych regionów kraju, poprzez wykreślenie ich nazwisk ze spisu wyborców. Władze jednoznacznienie odrzuciły te zarzuty, oznajmiając, że spis wyborców został opublikowany już w sierpniu 2010. 
30 października 2010 odbyło się ponownie głosowanie w 9 okręgach, w których żaden z kandydatów nie zdobył w pierwszej turze ponad 50% głosów. W drugiej turze wszystkie mandaty przypadły sunnickim deputowanym niezależnym bądź sunnickim stowarzyszeniom. Ogółem sunnickie stowarzyszenia (Al-Minbar, Al-Asalach) zdobyły razem 5 mandatów, sunniccy deputowani niezależni (popierający zazwyczaj politykę rządu) – 17 mandatów, a opozycyjne szyickie stowarzyszenie Al-Wifaq – 17. 
2 listopada 2010 zaprzysiężony został nowy rząd na czele z dotychczasowym premierem Chalifą ibn Salmanem Al-Chalifą, w niemalże niezmienionym składzie. 
- Wyniki wyborów:

| Stowarzyszenie polityczne | Stowarzyszenie polityczne | Liczba mandatów | Liczba mandatów | Liczba mandatów | Liczba mandatów |
| Stowarzyszenie polityczne | Stowarzyszenie polityczne | I tura          | II tura         | Razem           | +/–             |
|                           | Al-Wifaq                  | 18              | 0               | 18              | +1              |
|                           | Al-Asalach                | 2               | 1               | 3               | -2              |
|                           | Al-Minbar                 | 0               | 2               | 2               | -5              |
|                           | Kandydaci niezależni      | 11              | 6               | 17              | +6              |
|                           | Razem                     | 31              | 9               | 40              | -               |
| Źródło:                   |                           |                 |                 |                 |                 |